# نيفين أبو رحمون
نيفين أبو رحمون، (من مواليد 24 نوفمبر 1981) سياسية عربية شغلت منصب عضو الكنيست عن القائمة المشتركة بين عامي 2018 و2019. دخلت أبو رحمون للكنيست عقب استقالة النائب وائل يونس عن الحركة العربية للتغيير التزاما بالتفاهمات بين الأحزاب العربية فيما يتعلّق بقضيّة التناوب.
ولدت أبو رحمون في الرينة لعائلة من عرب الداخل، حصلت على درجة البكالوريوس في العلوم السياسية والاتصالات والماجستير في العلوم السياسية في جامعة بار إيلان. عملت لاحقًا كمعلمة في المدرسة الثانوية في البعينة نجيدات بين عامي 2008 و 2018.
ناشطة في النضال ضد الخدمة المدنية والعسكرية وناشطة من أجل الوقف الأرثودوكسي المسيحي وعضو في لجنة النهوض بمكانة المرأة والمساواة الجندرية
منذ عام 1998. تعتبر نيفين ناشطة في التجمع الوطني الديمقراطي وهي من أوائل الناشطات في الحزب، ومن رائدات الحركة النسوية في المجتمع العربي.
نيفين أبو رحمون متزوجة ولها طفلان «يافا» و«كرمل» وتسكن في البعينة النجيدات في منطقة سهل البطوف.